# Андоен
Андоен (фр. Andoins) насеље је и општина у југозападној Француској у региону Аквитанија, у департману Атлантски Пиринеји која припада префектури По.
По подацима из 2011. године у општини је живело 625 становника, а густина насељености је износила 51,15 становника/km². Општина се простире на површини од 12 km². Налази се на средњој надморској висини од 342 метара (максималној 357 m, а минималној 255 m).

## Демографија
| 1962. | 1968. | 1975. | 1982. | 1990. | 1999. | 2011. |
| ----- | ----- | ----- | ----- | ----- | ----- | ----- |
| 329   | 418   | 333   | 469   | 514   | 522   | 625   |

График промене броја становника у току последњих година